# Академия (Франция)
| 1. Экс-Марсель    | 14. Монпелье   |
| 2. Амьен          | 15. Нанси-Мец  |
| 3. Безансон       | 16. Нант       |
| 4. Бордо          | 17. Ницца      |
| 5. Кан            | 18. Орлеан-Тур |
| 6. Клермон-Ферран | 19. Париж      |
| 7. Аяччо          | 20. Пуатье     |
| 8. Кретей         | 21. Реймс      |
| 9. Дижон          | 22. Ренн       |
| 10. Гренобль      | 23. Руан       |
| 11. Лилль         | 24. Страсбург  |
| 12. Лимож         | 25. Тулуза     |
| 13. Лион          | 26. Версаль    |

Французские академии:

Академия во Франции (фр. académie) — территориально-административная единица в системе образования Франции, академический совет или учебный округ. Академии несут ответственность за все вопросы государственного образования (кадры, бюджет и т. д.) данного региона и подчиняются Министерству образования или Министерству высшего образования страны. Существует 35 академий, из которых 26 находятся на европейском континенте и 9 — в заморских владениях.
Каждой академией руководит ректор, избираемый преподавателями соответствующего региона по представлению президента республики. Ректорат академии находится в самом крупном городе соответствующего региона.
Такая организация позволяет проводить государственную политику в образовании, определяемую правительством, в контексте местных территориальных образований. Начальное школьное образование организовано на уровне коммуны (аналог района в России), среднее школьное образование (коллеж во Франции) — на уровне департамента, а старшее школьное (лицей во Франции) и университетское образование — на уровне региона.

## Территориальное деление
Территория Франции разделена на 35 академий: 26 на европейском континенте и 9 — в заморских владениях. Каждая академия делится на несколько департаментов. Французские государственные школы за рубежом также приписаны к определённой академии. Регионы академии практически соответствуют административным регионам за исключением трёх самых крупных регионов, которые разделены следующим образом:
- Регион Рона-Альпы разделён на две академии:
  - Лион (Эн, Луара и Рона);
  - Гренобль (Ардеш, Дром, Изер, Савойя и Верхняя Савойя).
- Регион Иль-де-Франс разделён на три академии:
  - Париж;
  - Версаль (Ивелин, Эссонна, О-де-Сен и Валь-д'Уаз);
  - Кретей (Сена и Марна, Сена-Сен-Дени и Валь-де-Марн).
- Регион Прованс-Альпы-Лазурный берег разделён на две академии:
  - Экс-Марсель (Альпы Верхнего Прованса, Альпы Верхние, Буш-дю-Рон и Воклюз);
  - Ницца (Приморские Альпы и Вар).

По количеству учащихся крупнейшей академией является академия Версаля.

## История
Впервые Наполеон разделил Императорский университет (сейчас Университет Франции) на региональные единицы в 1808 году, что создало академии регионов. В то время существовало 29 академий.